# جون جي. فلانغن
جون جي. فلانغن هو سياسي أمريكي، ولد في 7 مايو 1961 في ويست إسليب في الولايات المتحدة. نشط حزبياً في الحزب الجمهوري. وقد انتخب عضو جمعية ولاية نيويورك ‏ وانتخب عضو مجلس ولاية نيويورك ‏.

## وصلات خارجية
- الموقع الرسمي